# نظرية الإنتاج
نظرية الإنتاج تشرح المبادئ التي تقرر من خلالها شركة الأعمال مقدار كل سلعة تبيعها («مخرجاتها» أو «منتجاتها») التي ستنتجها. وكم من كل نوع من العمالة، والمواد الخام، والسلع الرأسمالية الثابتة، وما إلى ذلك و («المدخلات» أو «عوامل الإنتاج») التي ستستخدمها.
الاقتصاد والنماذج والنظريات ليست ديناميكية. يتم إصلاحها لفترة. لذا، يبني الاقتصاديون نماذجهم على المدى القصير أو المتوسط أو الطويل. الفرق في هذه الأطر الزمنية هو القدرة على تغيير عوامل الإنتاج. على سبيل المثال، على المدى القصير، من المستحيل إنشاء مصنع جديد، ولكن من المعقول تعيين عامل جديد. يظهر أنه في فترة ما، يمكن أن يتغير الناتج الحالي فقط. بينما على المدى الطويل، يمكنك إجراء المزيد من التغييرات.